# John Bosman
Johannes ("John") Jacobus Bosman (nacido el 1 de febrero de 1965 en Bovenkerk, cerca de Amstelveen) es un exjugador de fútbol que actuaba como delantero. Jugó en varias ocasiones en la Selección de fútbol de los Países Bajos y en varios equipos de los Países Bajos y Bélgica. Formó parte del equipo neerlandés que ganó la Eurocopa 1988 en Alemania.
Su apodo es "Bossie". Comenzó su carrera profesional en el Ajax Ámsterdam (1983-88). Fue trasladado al KV Mechelen (1988-90) y después al PSV Eindhoven (1990-91). El siguiente año jugó en el Anderlecht (1991-96), después en el FC Twente (1996-99). Bosman terminó su carrera ante el AZ Alkmaar (1999-2002).
En total marcó para el Ajax 77 goles de 126 partidos. En el KV Mechelen marcó 34 goles de 61 partidos. En el PSV Eindhoven anotó 11 goles en los 30 partidos que disputó. En el R.S.C. Anderlecht anotó 71 goles en 156 partidos. En el FC Twente marcó 34 goles y jugó 87 partidos. Por último, antes de retirarse jugó en el AZ Alkmaar y anotó 22 goles de los 62 encuentro que jugó.